# هوارد بول سيغال
هوارد بول سيغال (بالإنجليزية: Howard P. Segal)‏ هو مؤرخ أمريكي، ولد في 15 يوليو 1948 في فيلادلفيا في الولايات المتحدة.